# 국민당 (스페인)
국민당(國民黨, 스페인어: Partido Popular, PP)은 스페인의 보수주의, 중도우파 정당이다. 당원은 2013년 기준으로 86만 5761명이었으나, 경제 침체와 라호이 총리의 비리 혐의 등으로 2018년 현재는 6만 6천명대로 폭락한 상태이다.
1975년 프란시스코 프랑코 총통이 죽은 뒤 가장 온건한 입장을 취하던 문화장관이었던 마누엘 프라가를 주축으로 1976년, 인민동맹(人民同盟, Alianza Popular, AP)이 결성되었다. 프라가는 스페인의 체제개혁을 목표로 했으나, 아돌포 수아레스 총리와 그가 이끄는 민주중도연합(民主中道聯合, Unión de Centro Democrático: UCD)에게 개혁의 주도권을 빼앗긴 채, 보수층의 지지를 구하기 위해서 우경화되다 결국 1977년 총선에서 참패했다. 그러나 1981년, 수아레스 총리의 사퇴로 UCD는 분열되었고, 1982년 총선거에서 AP는 UCD가 가지고 있던 보수층 표를 흡수, 스페인 사회노동당(PSOE)에 이어 제2당으로 떠올랐다. 중도우파로 외연을 확장한 국민동맹이 1989년에 재창당된 것이 현재의 국민당인데, 그 과정에서 기독교 계열과 자유주의 계열의 여러 소수 정당을 포함하게 됐다. 2002년 프라가는 초대 명예 회장으로 추서됐다.
국민당은 상원과 하원에서 상당한 의석을 차지하는 막강한 정당이다. 또한 중도민주 인터내셔널, 국제민주연합의 회원이며, 유럽 국민당 소속으로 현재 유럽 의회에 할당된 의원 16명이 속해있다. 설립 당시부터 기독민주당의 세력을 포섭했으므로 그 성격은 중도우파에 더해 기독민주당으로 분류된다.
국민당은 1996년 총선에서 최다 의석을 확보하여 정권을 구성했고, 호세 마리아 아스나르가 총리로 취임했다. 그러나 2004년 총선에서 PSOE에게 제1 의석을 빼았겨 정권을 다시 사회노동당에 내주며 아스나르 총리는 퇴임했으며, 당 대표직도 사임했다. 후임 대표로는 마리아노 라호이가 선출되었다.
2008년 3월 9일 총선에서는 4년 전에 비해 6석을 늘린 154석을 차지했다. 그러나 PSOE 정권의 잇단 실정(失政)에 따른 정권 탈환을 목표로 했으나 뜻을 이루지 못한 라호이 당수(黨首)의 지도력에 대한 의구심은 증폭되었다. 사임 압력을 받은 라호이는 6월 발렌시아에서 전당대회를 갖기로 발표하였으나, 언론에서는 그의 유력한 후임 후보를 마구잡이로 추측하기 시작했다. 그러나 그는 대표직을 유지했으며, 2009년 들어 몇몇 지방선거와 유럽의회 선거에서 승리하여 재기의 발판은 마련해 둔 상태이다. 결국 라호이가 이끄는 국민당은 2011년 11월에 있은 총선거에서 186석의 제1정당이 되어 정권을 다시 획득하였다. 2015년 총선에서 집권에 성공했으나 스페인 사회노동당, 포데모스, 시우다다노스 등 다른 정당이 연정을 거부해 난감한 상황에 처해 있다.
2018년, 라호이 총리가 부패 스캔들로 물러나자, 스페인 사회노동당이 포데모스와 함께 연정해 10년만에 야당이 되었다.

## 같이 보기
- 스페인의 정치